# Zwartsnavelijsvogel
De zwartsnavelijsvogel (Corythornis vintsioides; synoniem: Alcedo vintsioides) is een vogel uit de familie Alcedinidae (ijsvogels).

## Verspreiding en leefgebied
Deze soort komt voor op de Comoren en Madagaskar en telt twee ondersoorten:
- C. v. johannae: Comoren.
- C. v. vintsioides: Madagaskar.

## Status
De grootte van de populatie is niet gekwantificeerd maar de soort wordt omschreven als tamelijk algemeen. Op de Rode lijst van de IUCN heeft deze soort de status niet bedreigd.